# مرادلوي وسطي
مرادلوي وسطي هي قرية في مقاطعة بل دشت، إيران. يقدر عدد سكانها بـ 184 نسمة بحسب إحصاء 2016.